# جودي ماسترز
جودي ماسترز (بالإنجليزية: James Masters)‏ (21 مايو 1892 في أستراليا - 2 ديسمبر 1955 في أستراليا) هو لاعب كرة قدم أسترالي في مركز الهجوم. شارك مع منتخب أستراليا لكرة القدم. أما مع النوادي، فقد لعب مع Balgownie Rangers FC ‏.

## وصلات خارجية
- جودي ماسترز على موقع قاعدة بيانات كرة القدم.إي يو (الإنجليزية)